# مخطوطة روهونسي
مخطوطة روهونسي (بالمجرية: Rohonci-kódex)‏؛ كتاب مصوّر، مجهول اللغة والمصدر، كذلك مؤلفه مجهول الهوية والأصل. ظهر الكتاب لأوّل مرة في المجر في أوائل القرن التاسع عشر. حقّق العديد من العلماء والهواة في هذا الكتاب بحثا عن معنى النصوص والرسوم التوضيحية التي فيه، للوصول لأي استنتاج نهائي يفصح عن ماهيته، إلا أن جميع تلك المحاولات بائت بالفشل، حيث لم يستطع أي أحد حتى اليوم أن يفك شيفرة لغة الكتاب ورموزها أو أن يعلم أصولها ومن أي لغة اشتقت. يعتقد العديد من العلماء أن هذا الكتاب ما هو إلا أحد خدع القرن الثامن عشر.

## تاريخ
ظهر هذا الكتاب لأول مرة في المجر في القرن التاسع عشر، وكان جزءًا من مجموعة كتب يمتلكها رجل من النبلاء يدعى الكونت غوستاف باتياني حيث تبرّع بهذا الكتاب من مكتبته الشخصية إلى الأكاديمية الهنغارية للعلوم، وذلك في عام 1838.

## الاسم والموقع
لا تتوفّر أي معلومات عن أصل هذا الكتاب، ولا أحد يعلم مصدره ولا من قام بتأليفه، ولا أصل اللغة التي استخدمها المؤلف في كتابة نصوص الكتاب، حتى أنّه لم يتوصّل أي أحد لاسم الكتاب الأصلي، فتم تسميته على اسم قلعة روهونس (تقع في جوار بلدة رخْنيتس حسبما تسمى الآن) التي تقع غرب «المجر»، حيث كان محفوظًا هناك لدى أسرة الكونت «باتياني» الأرستقراطية عندما تم التبرّع به للأكاديمية الهنغارية للعلوم.